# Édouard-Séverin Fafard
Pour les articles homonymes, voir Fafard.
Édouard-Séverin Fafard  (16 mars 1829 à L’Islet - 23 décembre 1909 à Lauzon) était un prêtre québécois qui a fondé la municipalité de paroisse de Saint-Séverin (anciennemenent Saint-Séverin-de-Beaurivage) dans la MRC Beauce-Centre.

## Ordonné prêtre en 1853 et missionnaire en 1854
Né à L’Islet, il est le fils de Joseph Fafard et de Marie-Angèle Fortin. Il fut ordonné prêtre le 24 septembre 1853 à Québec. Il fut ensuite nommé vicaire à la basilique-cathédrale Notre-Dame de Québec de 1853 à 1854. En 1854, il devint missionnaire à Douglastown, un petit village en Gaspésie, situé à une vingtaine de kilomètres de Gaspé (direction sud-sud-est). Il fut missionnaire dans ce village probablement jusqu’en 1860.

## Premier curé de Portneuf
Il fut le premier curé de la paroisse Notre-Dame-de-Portneuf en 1860. Cette paroisse fut érigée canoniquement en 1861 et elle devint une municipalité de paroisse en 1863 et un village en 1914. Notre-Dame-de-Portneuf devint la ville de Portneuf en 1961.

## Fondateur de Saint-Séverin-de-Beaurivage et autres mandats ecclésiastiques au Québec
- Curé de Saint-Sylvestre (Comté de Lotbinière) de 1862 à 1873.
- Fondateur de la paroisse Saint-Séverin-de-Beaurivage (aujourd’hui Saint-Séverin en Beauce) en 1864.
- Curé de Saint-Joseph de Lauzon de 1873 à 1909.
- Responsable du réaménagement du chœur et de la décoration de l'église Saint-Joseph de Lauzon en 1875[1].
- Fondateur de la chapelle du Sacré-Cœur du couvent Jésus-Marie de Lauzon (aujourd’hui Lévis) en 1876.
- Responsable de la restauration de la chapelle Sainte-Anne de Lauzon de 1891 à 1895.

## Témoin de deux miracles à Lauzon
Le 26 juillet 1893, à la suite de la première messe de la chapelle Saint-Anne et de la Fête de sainte Anne, le curé Fafard fut témoin de la guérison de deux petites infirmes, dont une qui avait des béquilles et l’autre qui avait une canne. À la suite de ces miracles, la chapelle Sainte-Anne (construite en 1789) devint un petit sanctuaire très populaire au sud de Québec. De nombreux visiteurs venaient s’y recueillir, dont des Américains, jusqu’aux années 1950.

## Décès du curé Fafard
Il est décédé au presbytère de Lauzon le 23 décembre 1909 à l’âge de 80 ans. Il a été exposé en chapelle ardente dans la chapelle du Sacré-Cœur du couvent Jésus-Marie et il a été inhumé dans le lot des curés de la paroisse Saint-Joseph au cimetière Mont-Marie (section Lauzon) de Lévis.

## Sources

### Archives
Archives de la Société d’histoire régionale de Lévis.

### Iconographie
- Paquet, Gaétan. Recueil de photos de Lévis, Lauzon, St-David-de-l’Auberivière Tome I, Lévis, Les Éditions du souvenir Enr., 1992, p. 45.

### Site web
- Le site officiel de la municipalité de Saint-Séverin (Beauce)
- Topos sur le web - Nom et lieux du Québec